# Margaret Weis
Margaret Edith Weis (ur. 16 marca 1948 w Independence, USA) – amerykańska pisarka gatunku fantasy. Wspólnie z Tracym Hickmanem stworzyła m.in. wielotomową sagę Dragonlance. Niekiedy posługuje się pseudonimami Susan Lawson oraz Margaret Baldwin.

## Życiorys
Urodziła się w rodzinie dyrektora firmy naftowej. Ukończyła studia w 1970 z tytułem licencjata w zakresie twórczego pisania i literatury na Uniwersytecie Missouri. Zaczęła pracę jako wydawca, początkowo w niedużym wydawnictwie, potem przeniosła się do wydawnictwa Herald, a następnie do TSR, wydawcy pionierskiej gry Dungeons & Dragons, gdzie rozpoczęła się jej kariera pisarska. Do pisania zainspirowały ją utwory J.R.R. Tolkiena, które poznała podczas studiów.
Debiutowała w 1981 pod pseudonimem Margaret Baldwin biografią Frank and Jesse James, the Real Story.
Była dwukrotnie zamężna, miała dwoje dzieci z pierwszego małżeństwa (syn popełnił samobójstwo).

## Wybór publikacji

### CyklBrama Śmierci
- Arianus – kraina powietrza (1996, ISBN 83-901202-7-5)
- Pryan – kraina ognia (1996, ISBN 83-901202-6-7)
- Abarrach – kraina kamienia (1997, ISBN 83-901202-8-3)
- Chelestra – kraina wody (1997, ISBN 83-907762-0-0)
- The Hand of Chaos (1993, ISBN 978-0-553-56369-6)
- Into the Labyrinth (1993, ISBN 978-0-553-56771-7)
- The Seventh Gate (1995, ISBN 978-0-553-56140-1)

### SeriaDragonlance, cyklMroczny uczeń
- Bursztyn i popiół (2005, ISBN 83-7298-803-X)
- Bursztyn i żelazo  (2008, ISBN 978-83-7506-160-4)
- Amber and Blood (2008, ISBN 978-0-7869-5001-0)

### CyklDragonships
- Smocze kości (2010, ISBN 978-83-7510-438-7)
- Tajemnica smoka  (2011, ISBN 978-83-7510-643-5)
- Gniew smoka (2012, ISBN 978-83-7510-864-4)
- Doom of the Dragon (2016, ISBN 978-0765319760)